# Abdelkader Barakrok
Abdelkader Barakrok (en arabe : عبد القادر براكروك), né en 1915 à Khenguet Sidi Nadji (près de Biskra en Algérie) et mort le 31 octobre 2006 dans le 14e arrondissement de Paris, est un médecin et homme politique franco-algérien, qui fut secrétaire d'État à l’Algérie.

## Biographie
Fils d’un sous-officier, Abdelkader Barakrok obtient son baccalauréat au lycée de Constantine (Algérie) puis devient médecin auxiliaire à sa sortie de la Faculté de médecine d'Alger. En 1937, il est chargé de l’Aide médicale gratuite dans les Aurès.
Il connaît sa carrière d'élu après 1948 comme conseiller municipal de Khenchela, conseiller général du département de Constantine et député à l'Assemblée algérienne.
En 1957, il devient le premier Algérien musulman à devenir secrétaire d'État dans un gouvernement de la République française. Il est secrétaire d'État à l'Algérie dans les gouvernements de Maurice Bourgès-Maunoury (juin-septembre 1957) et de Félix Gaillard (novembre 1957-avril 1958). Le 28 novembre 1957, il est victime d'un attentat manqué. Il s'installe définitivement à Paris.
Il intègre ensuite l'inspection de la santé et travaille notamment sur les conditions de vie des musulmans et du statut de l'islam en France.
En 1977, il devient membre de la Commission nationale des Français musulmans. 
Il meurt le 31 octobre 2006 à Paris.

## Source
- Abdelkader Barakrok (1915-2006), ancien secrétaire d’État à l’Algérie par Sadek Sellam
- « Disparitions », nécrologie parue dans Le Monde, 19-20 novembre 2006.